# クーパー・ユニオン
座標: 北緯40度43分45秒 西経73度59分26秒 / 北緯40.72927度 西経73.99058度
科学と芸術の発展のためのクーパー・ユニオン (The Cooper Union for the Advancement of Science and Art)、一般的には単にクーパー・ユニオン (Cooper Union) は、ニューヨーク市マンハッタン区イースト・ヴィレッジ地区にある私立大学である。

## 概要
クーパー・ユニオンのキャンパスは、マンハッタンのクーパー・スクエアに位置している。ピーター・クーパーが、1830年にフランスの政府支援大学エコール・ポリテクニークについて知り、インスパイアされて、1859年にこの大学を設立した。この学校は、アメリカの高等教育の革新的な新しいモデル、すなわち創立者のピーター・クーパーによる「教育、最高の技術学校は、人種、宗教、性別、貧富または社会的地位とは関係なく、資格のあるものたちが受けることができ、すべてに無料で開かれているべきである」という信念に基づいて設立された。クーパー・ユニオンは以前は入学が許可された生徒すべてに授業料全額免除の奨学金を付与していた。財政上の事情から、2014年の秋学期よりこのポリシーは変更された。しかし、依然、生徒は最低でも授業料の半額分の奨学金を受けることができる。
このカレッジは三つのスクールから構成されている：
- Irwin S. Chanin School of Architecture
- School of Art
- Albert Nerken School of Engineering

この大学は学部および修士の建築、ファインアート、そして工学に特化したプログラムを提供している。この大学はAccreditation Board for Engineering and Technology (ABET) およびAssociation of Independent Colleges of Art and Design (AICAD) の会員である。クーパー・ユニオンはU.S. News & World ReportによるRegional Colleges (North)カテゴリにおいて第2位にランク付けされている。en:Jamshed Bharucha博士がen:George Campbell Jr.を継いで、第12代総長である。
クーパー・ユニオンは、その奨学金の手厚さや教育レベルの高さから、全米でも最も倍率の高い大学の一つであり、合格率は10%以下である。アートおよび建築のスクールの合格率は5%以下である。2014–2015年度の志願者数は2,536名で、合格率は15%であった。その合格率の低さから、2010年にはNewsweek誌によって"最も望ましい小規模校第1位"に、"最も望ましい大学第7位"に 選ばれた。

## 歴史

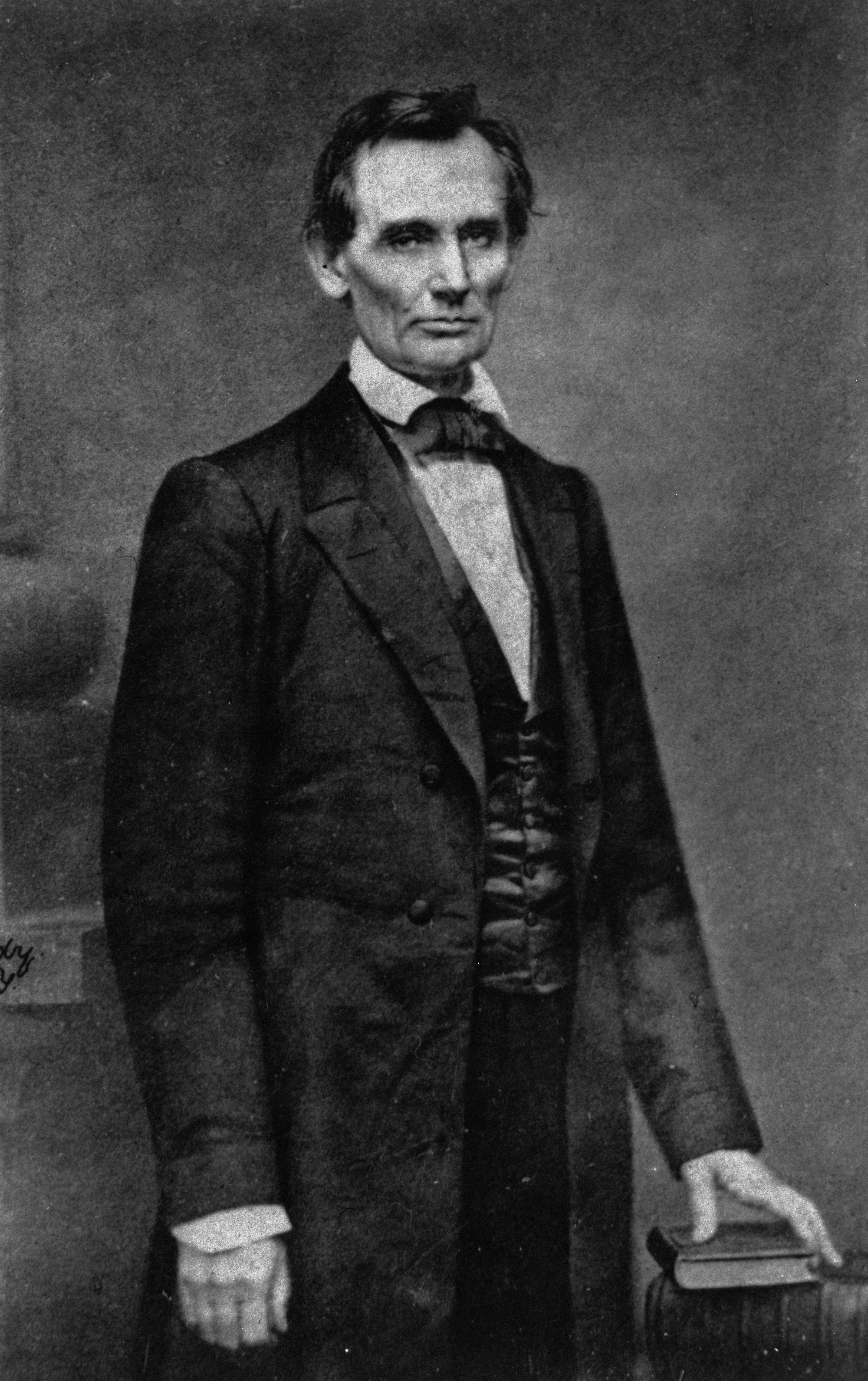
1860年2月27日、歴史的なクーパー・ユニオン演説を行った日にニューヨーク市で:en:Mathew Bradyによって撮影されたエイブラハム・リンカーンの写真。

1860年2月27日、クーパー・ユニオンのFoundation Building地下のGreat Hallでエイブラハム・リンカーンは奴隷制に関する重要な演説、クーパー・ユニオン演説（en:Cooper Union speech）を行った。

## キャンパス

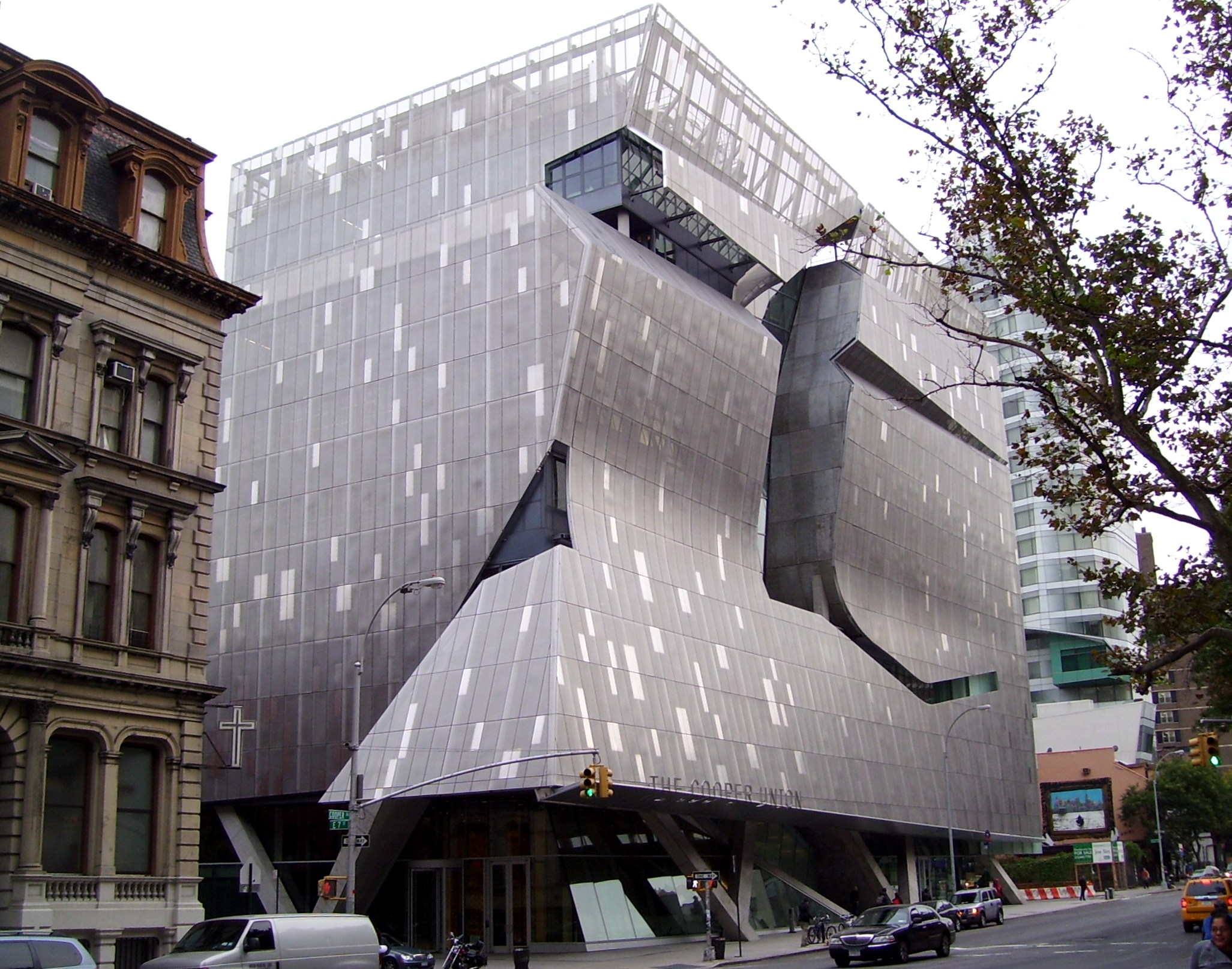
Cooper Triangle Parkから見た41 Cooper Square

## スクール

### The Albert Nerken School of Engineering
- Departments and majors
- Chemical engineering
- Civil engineering
- Electrical engineering
- Mechanical engineering
- Other departments

### The School of Art
- sculpture
- painting
- video
- photography
- traditional and computer animation
- graphic design
- typography
- printmaking
- new media
- other

## 著名な卒業生
- 坂茂 - 建築家
- 森俊子 - 建築家